# US Darts Masters 2017
De US Darts Masters was de eerste editie van de US Darts Masters. Het toernooi was onderdeel van de World Series of Darts. Het toernooi werd gehouden van 14 juli  tot 15 juli 2017 in het Tropicana Las Vegas, Las Vegas. Michael van Gerwen won het toernooi door in de finale met 8-6 te winnen van Daryl Gurney.

## Deelnemers
Net als in elk World Series-toernooi speelden ook hier acht PDC-spelers tegen acht darters uit het land/gebied waar het toernooi gehouden wordt. De deelnemers waren:
- Michael van Gerwen
- Gary Anderson
- Peter Wright
- James Wade
- Raymond van Barneveld
- Gerwyn Price
- Daryl Gurney
- Max Hopp
- Chris White
- Willard Burguier
- Chris White
- David Cameron
- Jayson Barlow
- DJ Sayre
- Shawn Brenneman
- Dawson Murschell